# Nœud de jambe de chien
Le nœud de jambe de chien est un nœud très particulier, destiné à raccourcir temporairement un cordage (une drisse, une balancine...). Il est très pratique pour isoler la partie usée d'un cordage et retrouver ses qualités de résistance.

## Sécurité
Ce nœud ne tient que lorsqu'il est sous tension. Dès que celle-ci se relâche, il se défait de lui-même alors que, en tension, il est très difficile de le démettre.